# Torneo Cantonal de Tercera División por Santa Bárbara de Heredia (ANAFA) 1985
El Torneo Cantonal de Fútbol de Tercera División de ANAFA 1985, fue la edición número 6 de la (Tercera División de Ascenso) en disputarse, organizada por la Asociación Nacional de Fútbol Aficionado.
Este Torneo inicia el domingo 19 de mayo y constó de 5 equipos a nivel cantonal en Santa Bárbara de Heredia debidamente inscritos en la Asociación Nacional de Fútbol Aficionado (ANAFA).
Los jugadores más destacados fueron Ademar Vargas, William Mejía y Martín Masís.
En la primera fecha se registraron los siguientes marcadores: A.D. Santa Barbara 5 y A.D. Machado 4. El Roble 3 y San Juan 2, descansando San Pedro.
Dentro de los privilegios la escuadra campeona sería la que vestiría los colores barbareños y formaría el seleccionado representante por la provincia de Heredia, en la Tercera División de Costa Rica.
El club campeón por Santa Bárbara es la A.D. Machado y se convierte en selección, sin embargo queda eliminada a nivel provincial por el C.D. España de San Isidro de Heredia, C.D. Bravo de San Rafael, C.D. Jorge Muñóz Corea, C.D. Condor de San Francisco, Independiente Floreño, La Puebla de San Pablo, Municipal Rebeldes de Barva, La Ribera de Belén y Yurusty de Santo Domingo.

## La clasificación por la Tercera División de Ascenso se dividió en 2 grupos
| 3.ª. División Cantonal de Ascenso (Grupo 1) | 3.ª. División Cantonal de Ascenso (Grupo 1)                 |
| ------------------------------------------- | ----------------------------------------------------------- |
| 1                                           | Selección Distrital del Centro (A.D. Barbareña)             |
| 2                                           | Selección Distrital de Santo Domingo (El Roble Fútbol Club) |
| 3                                           | Selección Distrital de San Juan                             |

| 3.ª. División Cantonal de Ascenso (Grupo 2) | 3.ª. División Cantonal de Ascenso (Grupo 2)         |
| ------------------------------------------- | --------------------------------------------------- |
| 1                                           | Selección Distrital del Centro (A.D. Machado)       |
| 2                                           | Selección Distrital de San Pedro (A.D. Fraternidad) |

## La eliminatoria interregional de Tercera División (Heredia) 1985
| 3.ª. División de Ascenso por la Región 9 (Heredia) | 3.ª. División de Ascenso por la Región 9 (Heredia)  |
| -------------------------------------------------- | --------------------------------------------------- |
| 1                                                  | C.D. España de San Josecito (San Isidro de Heredia) |
| 2                                                  | C.D. Bravo Rafaeleño (San Rafael de Heredia)        |
| 3                                                  | A.D. Municipal Los Rebeldes (Barva de Heredia)      |
| 4                                                  | C.D. Jorge Muñóz Corea (Heredia Centro)             |
| 5                                                  | Selección de Santa Bárbara de Heredia               |
| 6                                                  | C.D. Yurusty (Santo Domingo de Heredia)             |
| 7                                                  | A.D. Independiente La Rusia (San Joaquín de Flores) |
| 8                                                  | La Ribera F.C (San Antonio de Belén)                |
| 9                                                  | Selección de La Puebla (San Pablo de Heredia)       |

## Campeón Monarca Cantonal de Tercera División en Santa Bárbara de Heredia 1985
| Tercera División Cantonal Auspiciado por ANAFA 1985                                                      | Tercera División Cantonal Auspiciado por ANAFA 1985 |
| --- | --------------------------------------------------- |
| Selección Campeona Cantonal de Tercera División de ANAFA. Club Deportivo Machado (Fusión A.D. Barbareña) |                                                     |

## Ligas Superiores
- Primera División de Costa Rica 1985

- Campeonato de Segunda División de Costa Rica 1985-1986

- Campeonato de Segunda División B de Costa Rica 1985

- Campeonato de Tercera División de Ascenso por ANAFA 1985

## Ligas Inferiores
- Campeonato de Cuarta División por ANAFA 1985

## Torneos
| Predecesor: Torneo 1984 | Torneo Cantonal de Fútbol en Santa Bárbara de Heredia (ANAFA) 1985 Torneo 1985 | Sucesor: Torneo 1986 |